# Robert Żołędziewski
Robert Żołędziewski (ur. 4 grudnia 1972 w Gorzowie Wielkopolskim) – polski aktor.

## Filmografia
- 1998 – Amok jako makler
- 1999 – Tygrysy Europy jako Michał, „zmywak” w klubie pani Steni
- 2001 – Przedwiośnie jako oficer ułanów
- 2003 – Powiedz to, Gabi jako pracownik basenu
- 2003 – Los Chłopacos jako Konrad
- 2005 – Rh+ jako Szymon
- 2008 – Skorumpowani jako Lowa
- 2010 – Tajemnica Westerplatte jako kapitan Franciszek Dąbrowski